# لیلا بونیاساک
لیلا بونیاساک (تایلندی: ไลลา บุญยศักดิ์) با نام سابق چرمن بونیاساک (تایلندی: เฌอมาลย์ บุญยศักดิ์) با نام مستعار پلوی (تایلندی: พลอย) مدل و بازیگر فیلم و تلویزیون است. او به خاطر ایفای نقش در فیلم عشق سیام معروف است.

## فیلم‌شناسی
- پارک (۲۰۰۳)